# Харсаньи, Джон
Джон Чарльз Ха́рсаньи или Я́нош Карой Харшаньи (англ. John Charles Harsanyi, венг. Harsányi János Károly; 29 мая 1920, Будапешт — 9 августа 2000, Беркли, штат Калифорния) — американский экономист венгерского происхождения. Лауреат Нобелевской премии 1994 года «за фундаментальный анализ равновесия в теории некооперативных игр».
Член Национальной академии наук США (1992).

## Биография
Янош Харсаньи родился единственным ребёнком в принявшей католицизм еврейской семье. Его отец был фармацевтом, мать домохозяйкой. Учился в Лютеранской гимназии, среди выпускников которой был Джон фон Нейман. В 1944 году Харсаньи окончил Будапештский университет по специальности «фармакология», потерял студенческую отсрочку от армии и, в силу еврейского происхождения, был направлен в расположенный в Югославии трудовой батальон. Когда через 7 месяцев батальон был депортирован в концентрационный лагерь, Харсаньи удалось бежать, укрывшись в иезуитском монастыре.
В 1947 году получил докторскую степень по философии и социологии в Будапештском университете, в 1947—1948 годах преподавал в нём социологию. Был вынужден уйти из университета, потому что не скрывал своих антимарксистских взглядов. В 1950 году вместе с будущей женой и её родителями незаконно пересёк границу с Австрией и отправился в Австралию.
Работая днём на фабрике, вечером учился, получил степень магистра в Сиднейском университете. В 1954 году стал преподавать в Квинслендском университете в Брисбене. В 1956 году получил стипендию Рокфеллера и вместе с женой уехал в США, где написал диссертацию по теории игр. В 1959 году получил в Стэнфорде степень доктора по экономике.
Преподавал в Австралийском национальном университете (Канберра), Университете Уэйна (Детройт), Калифорнийском университете в Беркли.